# Muscopteryx peterntis
Muscopteryx peterntis är en tvåvingeart som beskrevs av Henry J. Reinhard 1958. Muscopteryx peterntis ingår i släktet Muscopteryx och familjen parasitflugor. Inga underarter finns listade i Catalogue of Life.